# アールスホット
アールスホット（オランダ語: Aarschot [ˈaːrsxɔt]）は、ベルギーのフラームス＝ブラバント州にある自治体。アールスホット市とヘルローデ、ラングドルプ、リラールの各町から成り、2006年1月1日現在では62.52km2に2万7864人が住んでいる。人口密度は446人/km2。
ルーヴェンの東のハーヘラント地域に位置し、市街をデーメル川の茶色い水が流れる。アールスホットは非常に長い歴史を持ち、伝承によるとそれはローマ帝国時代にまでさかのぼる。街のランドマークとも言える教会の茶色い石は近郊の丘から削り出された。フラームス＝ブラバント州のボルデルベルフからフランスのカレーまで延びるこの丘陵は、現在では主に森林と果樹園で占められている。

## ゆかりの人物
- フロント242 - 電子音楽グループ
- スカラ&コラシニーブラザーズ - 合唱隊
- ダニー・ヴェルリンデン - サッカー選手